# 児玉誉士夫邸セスナ機特攻事件
児玉誉士夫邸セスナ機特攻事件（こだまよしおていセスナきとっこうじけん、児玉誉士夫邸セスナ機自爆事件とも）は、1976年（昭和51年）3月23日、児玉誉士夫の私邸に小型航空機が突入した自爆テロ事件（乗物による突入攻撃）である。

## 事件の概要

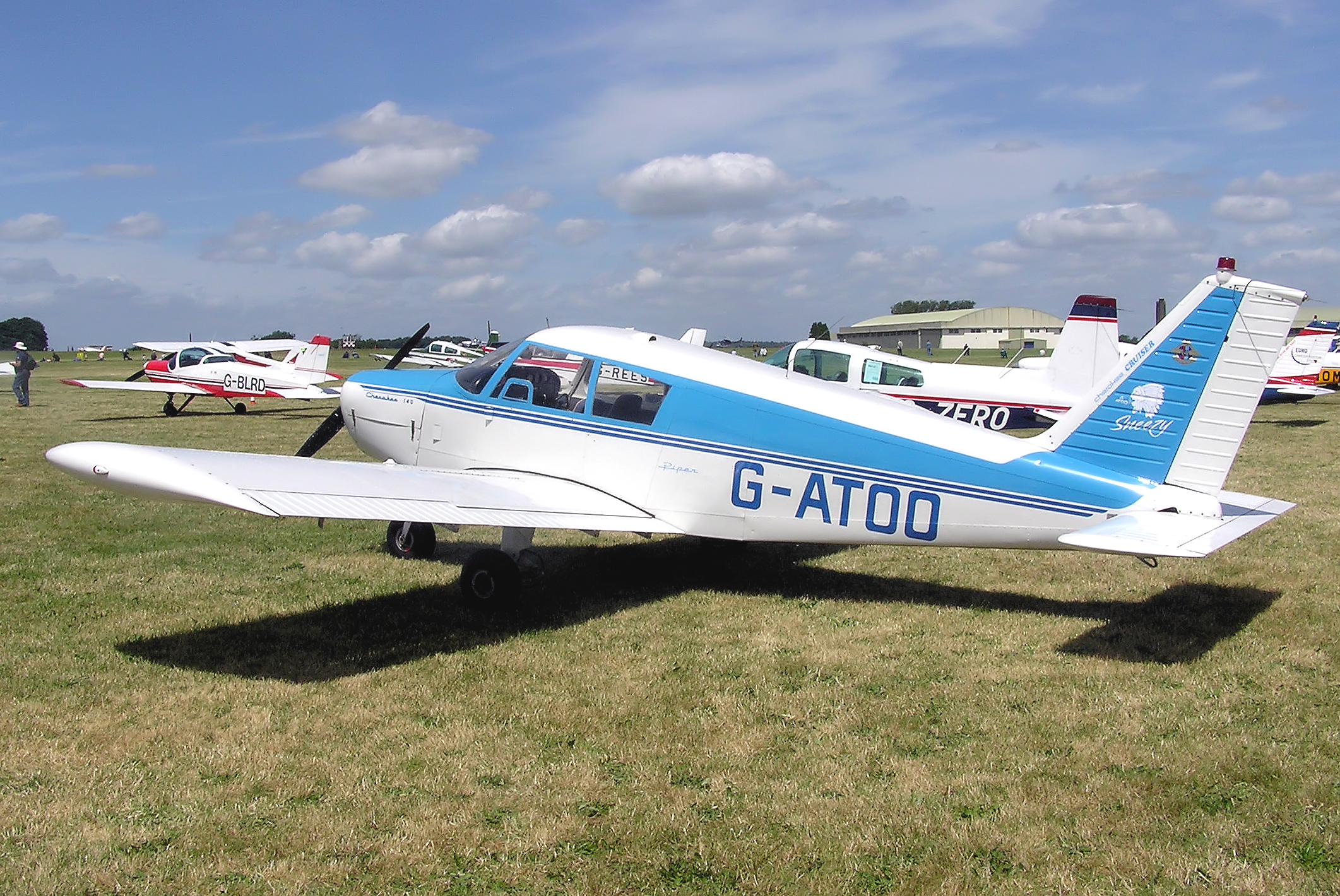
突入に使われたJA3551の同型機（PA-28-140型機）

3月23日午前9時50分頃、児玉（当時65歳）の私邸（東京都世田谷区等々力6丁目29番20号）に、前野霜一郎（当時29歳）が操縦するPA-28-140型機（機体記号：JA3551）が突入し爆発炎上。前野は機内から黒焦げの死体で見つかった。事件発生当時、児玉は2階奥の8畳間にいたが、棟違いで突入現場から20メートル離れており、太刀川恒夫秘書（のち東京スポーツ新聞社社長）に背負われて1階仏間に避難、無事だった。しかし、家政婦一人が火傷を負っている。
JA3551機は、セスナ172M型機（機体記号：JA3732）とともに調布飛行場から午前8時50分に離陸していた。JA3732機には機長とカメラマンら3人が搭乗しており、両機は直前まで編隊飛行をしつつ新宿上空でJA3551機の写真撮影を行っていた。小型機は、児玉邸南側から飛んできて、上空で約10回旋回し、庭の白樺や樫の木の頭を断ち切って、児玉邸の玄関の屋根と2階の一部に激突した。このため1階の玄関、踊り場や2階部分の茶室を全焼。居間と応接間などを半焼し、約80平方メートルを焼いて午前10時20分頃消えた。児玉が経営する企業の役員を務めていた日吉修二は、「私が行ったときはまだ飛行機が庭先に突っ込んでいて、操縦士というか何とかさん特攻隊の真似をして、そのままうつ伏すように死んでる奴を見た」と話した。

## 犯人と動機
突入した前野は、当時日活ロマンポルノに出演していた俳優だった。
児玉は、「大物右翼でフィクサー」と呼ばれ、その前月に発覚したロッキード事件では、同社の秘密代理人と目され、脱税などにより3月13日に起訴されていた。
動機
前野は児玉に敵対する左翼思想ではなく、三島由紀夫にも心酔する右翼思想の持ち主だった。ところが、ロッキード事件に絡んで児玉が起訴され、マスコミなどの調査・取材によって児玉の様々な罪状が明らかにされるに及び、児玉が思い描いていたような民族主義的な思想家ではなく、利己主義的な「利権屋」であると確信し、「天誅を下すべきだ」との結論に至った。前野は事件前に犯行計画を知人に話していたという。
前野は離陸前に「映画のため」と称し、神風特攻隊の飛行服と「七生報国」と書かれた日の丸の鉢巻を身に付けて記念撮影を行い、搭乗後の無線通信で「天皇陛下万歳!」と叫んだ後、交信はプツリと切れた。

## 事件後
警視庁は、事件に背後関係はなく前野の単独犯と断定した。
また、アメリカのメディアは、この自爆テロ行為に対して「最後のカミカゼ」などと報道した。
家屋の修理
事件後、児玉に保険会社から3000万円～4000万円ほどの保険金がおりた。当時、児玉邸は脱税で差押を受けている状態であり、保険金も差押さえの対象となるものであったが、東京国税局は家屋が劣化することを避けるために「保険金は修理のためだけに使う」との条件を付けて差し押さえを見送った。もっとも、家屋の修理費は総額6000万円前後と見積もられており、修理代金の全てを賄うことはできなかったと考えられている。